# 이날치
이날치(李捺治, 1820년 ~ 1892년)는 조선시대의 명창이다. 전라도 담양 출생이며 서편제의 거장이다. 박유전의 직계로 성량이 거대하고 기법이 출중하여 나팔소리와 새소리는 실음 그대로를 방불케 하였다. 서편제 판소리 유파에서 반드림제를 개발하였고 그의 주특기는 심청가이다.

## 생애
전라도 담양에서 출생하여 한때 전라도 동복에서 잠시 유아기를 보낸 적이 있는 그는 유한기 집안의 머슴살이를 하다가 남사당패를 쫓아가 줄광대를 하였다. 이후 광주에서 성장하였다. 본명은 경숙(敬淑)이나 줄을 타는 광대를 하면서 날쎄게 줄을 잘 탄다 하여 날치란 이름을 얻었다. 한편으로는 성격이 워낙에 날카로워 날치라고 하였다는 이야기도 있다. 처음에는 박만순의 고수로 북을 잡았으나 얼마 지나 그로부터 소리도 배웠다. 그러나 박만순의 성품이 오만하여 열 살이나 더 많은 이날치를 심하게 부렸고 어느날 그의 세숫물을 올리다 그 동안 쌓였던 분이 터져 물을 엎고 그날로 헤어졌다고 한다. 이후 서편제를 창시한 박유전의 수하로 들어가 서편제를 익혀 오랜 연습 끝에 대성하게 되었다.
1870년대에 명성을 널리 알려 서울에 올라가 흥선대원군 앞에서 소리를 하게 되었다. 대원군의 형 이최응은 감정을 드러내지 않기로 유명하였는데 지인이 이날치가 명창으로 능히 사람을 울리고 웃긴다는 말을 듣고 "대장부가 어찌 광대의 재주에 울고 웃나"며 이날치를 불러 놓고 자신을 울리고 웃기면 천금을 주겠으나 그렇지 않으면 죽이겠다고 하였다고 한다. 이날치는 그 날 주저 없이 자신의 장기인 심청가 중에 심청이 공양미 삼백석에 팔리는 대목을 불러 이최응을 울리고 말아 큰 돈을 받았다는 일화가 전한다.
만년의 삶은 알려진 것이 많지 않다. 1892년 장성에서 사망하였다고 한다. 담양군 수북면에 기념비가 있다.

## 소리
서편제는 광주, 나주, 보성, 고창 등 호남의 서부 평야지대를 중심으로 발전한 판소리의 유파이다. 호남 동부 지역의 소리인 동편제에 비해 늦게 발달하였으며 박유전에 의해 시작된 것으로 본다. 이날치는 박유전의 소리를 이어받아 서편제를 발달시켰다. 서편제는 끈끈하고 화려한 소리가 특징이다.
이날치는 민요와 판소리에 두루 능하였는데, 민요로는 〈새타령〉을 특히 잘하였다고 하고 판소리에서는 《심청가》에 능하였으며 《춘향가》에서 〈춘향 자탄가〉를 더늠(명창이 독특한 발림과 사설, 소리를 짜 넣어 만든 대목)으로 넣었다. 새타령을 불렀는데 진짜 새가 날아들었다는 일화가 전한다.
이날치는 서편제를 대표하는 명창으로 조선 8대 명창 가운데 하나로 꼽힌다. 쉰 목소리와 같이 껄껄한 소리를 내는 수리성에 능하였다고 한다. 특히 종살이 하였던 성장 배경이 더해져 가장 서민적인 소리를 내었다는 평을 받는다. 박만순이 주로 식자층의 사랑을 받았으나 이날치는 계층에 구분없이 남녀노소 모두 좋아하였다고 한다.

## 영향
명성을 얻은 후 많은 제자를 길러 판소리 계보에 뚜렷한 족적을 남겼다. 제자로 김창룡, 정정렬 등의 명창이 있고, 전도성 등에게 영향을 주었다. 김채만 등이 이날치의 서편제 계보를 이어 받았다. 이날치의 제자인 김창룡은 원각사의 창립에 참여하여 판소리와 창극을 잇는 다리 역할을 하기도 하였다.
이날치는 자신의 재능으로 신분의 굴레를 벗은 대표적인 인물이다. 명성을 얻은 후에 여러 유력자의 후원을 받았으나 그들에게 완전히 종속된 관계는 아니었다. 이는 19세기 후반에 이르러 판소리를 즐기는 청중이 보다 대중화되었음을 뜻하며 이에 따라 보다 다양한 계층을 대상으로 한 상업적인 공연이 가능하게 되었다.
이날치의 소리는 풍경소리, 새소리를 실재와 흡사하게 흉내내는 것을 장기로 삼았고 해방 이후까지도 인근 소리의 특징으로 자리잡았으나 한국전쟁 와중에 박동실 공기남 등 중심 인물들이 월북한 뒤로 세가 꺽였다.